# Delphine 1, Yvan 0
Pour plus de détails, voir Fiche technique et Distribution.
Delphine 1, Yvan 0 est un film français réalisé par Dominique Farrugia, sorti en 1996.

## Synopsis
Derrière les commentaires de Thierry Roland et Jean-Michel Larqué, ce n'est pas un match de foot mais l'histoire des amours de Delphine et Yvan au cours de leur première année ensemble, avec ses bons et ses mauvais moments.

## Fiche technique
- Titre : Delphine 1, Yvan 0
- Réalisation : Dominique Farrugia
- Scénario : Dominique Farrugia et Michel Hazanavicius
- Musique : Philippe Chany
- Photographie : Pascal Gennesseaux, Catherine Georges, Nicolas Herdt et Beatrice Mizrahi
- Montage : Gaëlle Boutin, Marie-Blanche Colonna et Gaëlle Ramillon
- Production : Dominique Farrugia, Danielle Foatelli et Olivier Granier
- Société de production : Barbes Films Compagnie, Filmpool Film und Fernsehproduktion, Galfin et TF1 Films Production
- Société de distribution : AFMD (France)
- Pays :  France
- Genre : Comédie romantique
- Durée : 91 minutes
- Dates de sortie : 
  -  France : 19 juin 1996

## Distribution
- Julie Gayet : Delphine Saban
- Serge Hazanavicius : Yvan Krief
- Alain Chabat : Pierre Krief
- Dominique Farrugia : Serge
- Lionel Abelanski : Thierry
- Amélie Pick : Constance
- Thierry Roland : lui-même
- Jean-Michel Larqué : lui-même
- Daniel Russo : Monsieur Hattus
- Chantal Lauby : Madame Hattus
- Marie-Christine Adam : la mère de Delphine
- Yvan Attal : un passant
- Sylvestre Amoussou : le chauffeur de taxi
- Thierry Beccaro : le présentateur du jeu
- Fabrice Benoît : l'homme invisible
- Jean-Claude Bourbault : le médecin
- Philippe Chany : Philippe
- Gustave de Kervern : le serveur
- Gilles Dumesnil : Jean-Louis Brochant
- Marie-Charlotte Dutot : Élodie
- Frédérique Feder : Alexandra
- Séverine Ferrer : la maquilleuse
- Luc Gentil : le père de Delphine
- Marie Guillard : Bernadette
- Michel Hazanavicius : Régis
- Myriam Jouannet : Jeanne, la mère de Nicou
- Damianos Konstadinidis : Y. Papaendréou
- Sylvie Lachat : l'hôtesse
- Olivier Loustau : Nicou
- Sandrine Martin : une candidate
- Debbie Maziol : la femme du monsieur
- Emmanuel Patron : Jean-Marc
- Alexandre Pesle : un mec qui saute à la fête
- Alexis Pivot : Kévin
- Yuki Suga : une touriste japonaise

## Autour du film
- Thierry Roland et Jean-Michel Larqué, célèbre et emblématique binôme de commentateurs de matchs de foot, jouent leur propre rôle dans le film ; commentant la vie du couple Delphine et Yvan comme ils le font lors d'un match de foot (d'où le titre du film)[1].
- D'après le bilan 2023 du Centre national du cinéma et de l'image animée (CNC), Delphine 1, Yvan 0 est le film le plus diffusé à la télévision française (chaînes nationales gratuites), pour la période 1957-2023[2]. Il cumule 70 diffusions depuis sa première en 1997[3]. Cela s'explique par le fait que le film est diffusé plusieurs fois par an la nuit sur TF1 afin de respecter les quotas de diffusion d’œuvres françaises[4].